# BI-RADS

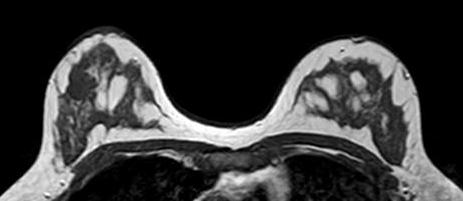
Nas sequências convencionais, o nódulo é indentificado em DM

O sistema de relatórios e dados de imagem da mama (BI-RADS, do inglês Breast Imaging Reporting and Data System) é uma sistematização internacional para avaliação mamária, interpretação e laudos de exames de imagem da mama. No início, era utilizado apenas à mamografia, mas também é usado na ultrassonografia e ressonância magnética.
A 1ª edição foi feita em 2003, e em 2013 foi publicada sua revisão, com alguns acréscimos e exclusões.
As categorias de avaliação do BI-RADS são:
- A categoria zero (0) é considerada inconclusiva: É utilizada em mamografia de rastreamento quando imagens adicionais são necessárias ou quando é preciso a comparação de exames prévios, também pode ocorrer em situações de acompanhamento. Poderá ocorrer por fatores técnicos como baixa qualidade da imagem, má posicionamento do paciente ou a movimentação do mesmo.

- A categoria BI-RADS 1 quer dizer laudo de mamografia negativa, não há presença de massas ou calcificações suspeitas. As mamas são simétricas, sem massas, distorções de arquitetura ou calcificações suspeitas. Não há risco de câncer.

- A categoria BI-RADS 2 quer dizer laudo mamográfico contendo achados benignos, sem indicações de malignidade. Tem o risco do desenvolvimento de câncer idêntico ao BI-RADS 1, os médicos radiologistas decidem descrever os achados benignos incluindo fibroadenomas calcificados, calcificações múltiplas de origem secretora, cistos oleosos, lipomas, galactoceles e hamartomas de densidades mistas.

- A categoria BI-RADS 3 apresenta achados benignos menores que a categoria 2, e possuem pequena probabilidade de desenvolvimento maligno menor que 2%, recomenda-se fazer o controle semestral por 1 a 2 anos. Se nesse período continuar estável, será classificado como BI-RADS 2 (não há necessidade de realização de biópsia).

- A categoria BI-RADS 4 inclui lesões que necessitam de biopsia, que pode ser feita com agulha fina ou grossa (core biopsy), dependendo do tipo de lesão. Há 3 sub-categorias:

Bi-Rads 4A: baixo risco de malignidade, entre 2% e 10%;
Bi-Rads 4B: risco entre 11% e 50%;
Bi-Rads 4C: risco entre 51% e 95%.  
Após a biopsia, os seguintes laudos serão emitidos:
Benigno: serve apenas para controle, será rebaixado para Bi-Rads 2;
Suspeito: (presença de alteração), poderá ser solicitada nova biopsia para confirmação do resultado e descartar ou confirmar a presença de câncer.
Maligno: será necessário cirurgia oncológica.
- Categoria BI-RADS 5, mamografia ou demais exames da mama, demonstra uma suspeita de câncer altíssima, são lesões que obrigatoriamente serão cirúrgicas. Apresentam-se como massas espiculadas, irregulares, de densidade alta, podendo estar associadas a microcalcificações. Também haverá biopsia na Bi-Rads 5. A chance de malignidade é superior a 95%,

- Categoria BI-RADS 6, É uma categoria de acompanhamento para pacientes que já tem câncer de mama comprovado e fez o exame para acompanhar e planejar a cirurgia.